# Wolgotanker
Wolgotanker (russisch Волгота́нкер) war eine russische Schifffahrtsgesellschaft mit Sitz in Samara, die mit Öltankern auf den Binnen- und Küstengewässern des europäischen Teils der Sowjetunion bzw. Russlands unterwegs war. Die Gesellschaft ist im Jahr 2008 in Konkurs gegangen.

## Name
Der volle russische Name lautete Волжское нефтеналивное пароходство „Волгота́нкер“ (Wolschskoje neftenaliwnoje parochodstwo „Wolgotanker“, deutsch etwa Wolga-Ölreederei „Wolgotanker“). Im internationalen Geschäftsverkehr war der Name Volgotanker gebräuchlich.

## Geschichte

### Sowjetische Zeit
Die Gesellschaft entstand im Jahr 1938, als die Ölabteilung der staatlichen Wolga-Schifffahrtsgesellschaft unter ebenfalls staatlicher Regie verselbstständigt wurde. Ihre Aufgabe war es zunächst, über den Hafen Astrachan am Kaspischen Meer Öl und Ölprodukte von den Förderstellen um Baku zu den Industriezentren an der Wolga und der Kama zu transportieren. Dies wurde besonders wichtig während des Zweiten Weltkrieges, nachdem die Eisenbahnverbindungen zwischen dem Kaukasus und Zentralrussland von deutschen Truppen unterbrochen worden waren. Während des Krieges sollen 95 Schiffe der Flotte durch Luftangriffe und Minen versenkt oder beschädigt worden sein, wobei 123 Seeleute ums Leben kamen.
Nach dem Krieg übernahm Wolgotanker auch den Öltransport aus den neu erschlossenen Ölfeldern in Baschkortostan und im östlichen Tatarstan. Entlang der Wolga und deren Nebenflüssen entstanden Ölraffinerien z. B. in Ufa, Kstowo und Sysran, deren Produkte die Gesellschaft ebenfalls transportierte. Über den Wolga-Ostsee-Kanal und den Wolga-Don-Kanal konnten auch sowjetische Häfen an der Ostsee, dem Asowschen Meer und dem Schwarzen Meer beliefert werden. Ab 1965 wurde auch Finnland angelaufen. 1970 erreichte zum ersten Mal ein Schiff der Flotte über den Weißmeer-Ostsee-Kanal den Hafen Kandalakscha am Weißen Meer. Die Menge an transportiertem Öl und Ölprodukten stieg von 3 Millionen Tonnen im Jahr 1965 auf 35 Millionen Tonnen im Jahr 1984.

### Russische Zeit
Im Jahr 1992 wurde die Gesellschaft in eine private Aktiengesellschaft umgewandelt. Größter Anteilseigner und Auftraggeber war zunächst die Ölgesellschaft Yukos, die später von der Ölgesellschaft Rosneft verdrängt wurde. Da durch den wirtschaftlichen Abschwung Russlands nach dem Zerfall der Sowjetunion die Binnennachfrage zurückging, wurde das Öl nun verstärkt für den Export in die Ostsee und in das Schwarze Meer gebracht. 2003 wurde im Weißen Meer in der Nähe von Onega eine schwimmende Verladestation errichtet, in der lettische Hochseetanker Öl übernahmen. Drei Monate nach Fertigstellung kam es dabei zu einer Havarie, infolge deren etwa 70 km Küstenlinie mit Öl verseucht wurden, was neben der Zahlung von Schadensersatz zur Konsequenz hatte, dass dieser Vertriebsweg wieder eingestellt werden musste.
Im Jahr 2004 begann der Niedergang der Gesellschaft mit einem Verfahren wegen Steuerhinterziehung. Der Verlust im 1. Halbjahr des Jahres 2005 betrug 866 Millionen Rubel bei einem Umsatz von 1,3 Milliarden Rubel. 2007 folgte ein Insolvenzantrag sowie ein weiteres Schiffsunglück in der Straße von Kertsch und am 4. März 2008 schließlich der Konkurs.

## Flotte

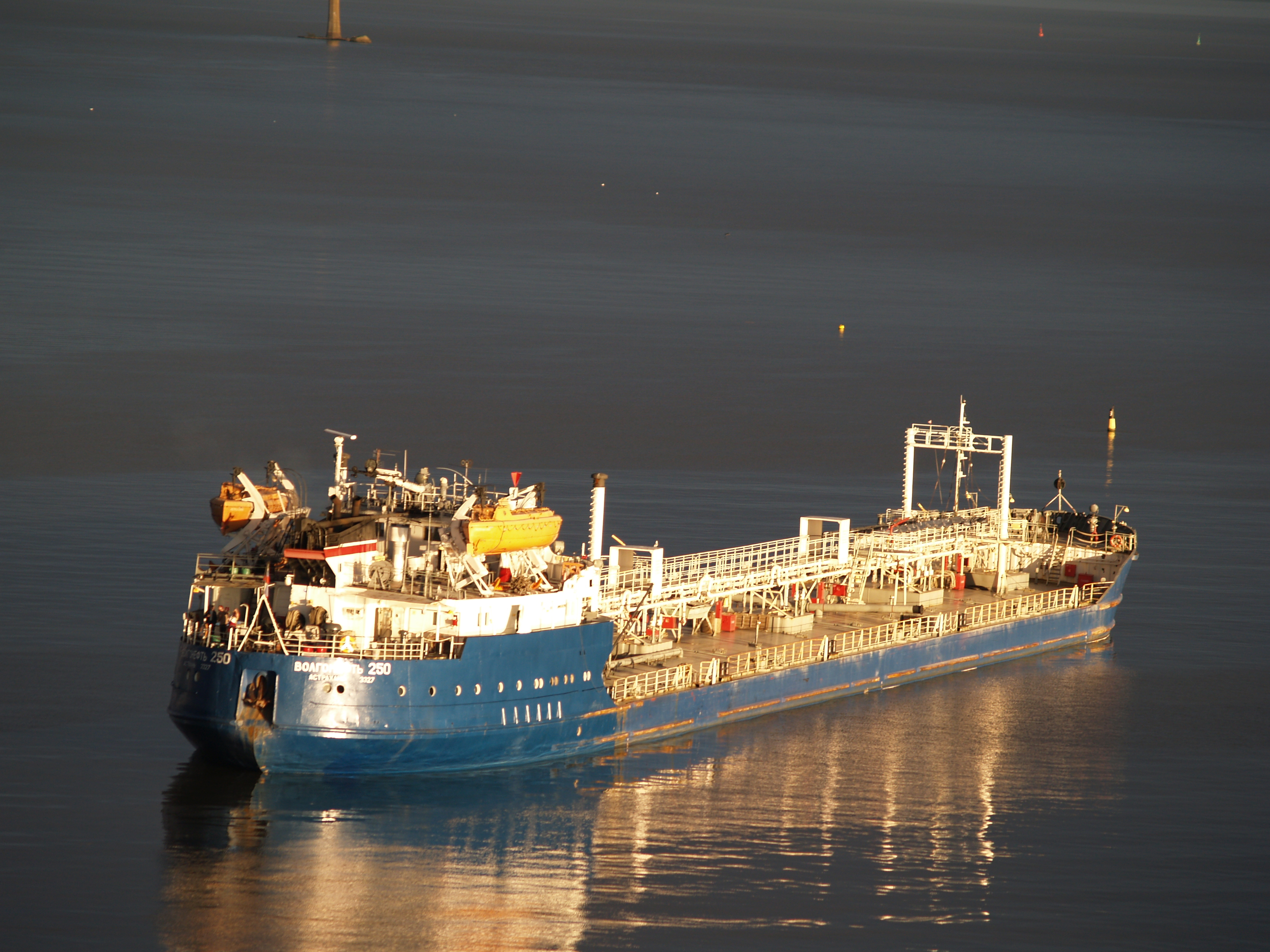
Öltanker Wolgoneft-250

Mit Stand von Januar 2006 bestand die Schiffsflotte aus 353 Schiffen, unter denen 204 Öltanker und Tank-Schüttgutfrachter waren mit einer Kapazität von 300 bis 10.000 BRT, 95 Lastkähne mit einer Kapazität von 1.000 bis 9.000 BRT sowie 54 Schlepper.
Die Schiffe trugen meistens den Namen Волгонефть (deutsch: Wolgoneft, international: Volgoneft) verbunden mit einer Nummer.